# Kickboxer: Vengeance
Kickboxer: Vengeance (bra: Kickboxer - A Vingança do Dragão; prt: Kickboxer: A Vingança) é um filme de 2016 dirigido por John Stockwell.
Remake do filme Kickboxer (1989), o filme marca o reinício da série cinematográfica, que será uma trilogia.
O filme é dedicado ao ator e artista marcial Darren Shahlavi, aqui como Eric Sloane, que morreu logo após o término das filmagens, aos 42 anos.

## Sinopse
Eric e Kurt Sloane são descendentes de uma família conhecida que teve grande sucesso nas artes marciais; sempre na sombra de seu irmão mais velho, Kurt nunca mostrou que tem o instinto de se tornar um campeão, apesar de um talento indiscutível.
Depois de vencer o Campeonato Mundial de Karatê, Eric aceita a oferta da organizadora da luta Marcia e, em detrimento da opinião contrária de seu irmão, parte para a Tailândia para desafiar o campeão local Tong Po: a luta, no entanto, tem consequências fatais e Eric perde a vida.
Kurt, ansioso por vingança, convence Durand, mentor de seu irmão e seu treinador, a colocá-lo sob sua tutela para alcançar seu objetivo; enquanto isso, Kurt conhece Liu, um policial com a intenção de acabar com a briga clandestina, e o amor começa entre os dois.
Ajudado em seu treinamento por Kavi, ex-subordinado do defectivo de Tong Po, Kurt consegue levar a melhor sobre seu oponente, que é forçado a matar para detê-lo definitivamente vingando Eric.
Em paz agora, Kurt deixa a Tailândia para voltar para casa com Liu.

## Elenco
- Alain Moussi como Kurt Sloane
- Jean-Claude Van Damme como Mestre Durand
- Dave Bautista como Tong Po
- Darren Shahlavi como Eric Sloane
- Gina Carano como Marcia
- Georges St-Pierre como Kavi
- Sara Malakul Lane como Liu
- Matthew Ziff como Bronco
- T.J. Storm como Tempestade
- Steven Swadling como Joseph King
- Sam Medina como Crawford
- Luis Da Silva como Stahl
- Cain Velasquez como Lutador do Rei
- Fabricio Werdum como Lutador
- Michel Qissi como Prisioneiro (participação não creditada)

## Produção
O orçamento do filme foi de 17 milhões de dólares.

### Filmagens
As filmagens começaram em 24 de novembro de 2014 em Nova Orleães e continuaram na Tailândia.
As cenas de ação foram filmadas pelo artista marcial JJ Perry, enquanto a coreografia de luta foi confiada a Larnell Stovall

## Promoção
O primeiro trailer do filme foi lançado em 15 de julho de 2016.

## Distribuição
O filme teve sua estreia mundial no Fantasia International Film Festival em 14 de julho de 2016. Foi lançado em um número limitado de cinemas dos Estados Unidos e em vídeo sob demanda em 2 de setembro de 2016.

## Sequência
Em novembro de 2015, as duas produtoras Headmon Entertainment & Productions e Acme Rocket Fuel anunciaram que a sequência do filme já estava em desenvolvimento, com o título Kickboxer: Retaliation.